# Westfield Citrus Park
Westfield Citrus Park, anteriormente conocido como Citrus Park Town Center, es un centro comercial localizado en la ciudad de Citrus Park en Florida que abrió en marzo de 1999. El centro comercial cuenta con cinco tiendas anclas en las cuales son Dillard's, JCPenney, Macy's, Dick's Sporting Goods y Sears y también incluye un complejo de cines de la franquicia Regal Cinemas.  
El Grupo Westfield adquirió el centro comercial en 2002, y le cambiaron el nombre a "Westfield Shoppingtown Citrus Park", pero en junio de 2005 se le quitó la palabra "Shoppingtown".

## Tiendas anclas
- Dillard's (225,785 pies cuadrados)
- JCPenney (127,806 pies cuadrados)
- Macy's (160,000 pies cuadrados)
- Sears (132,588 pies cuadrados)
- Dick's Sporting Goods